# Ährenrechen

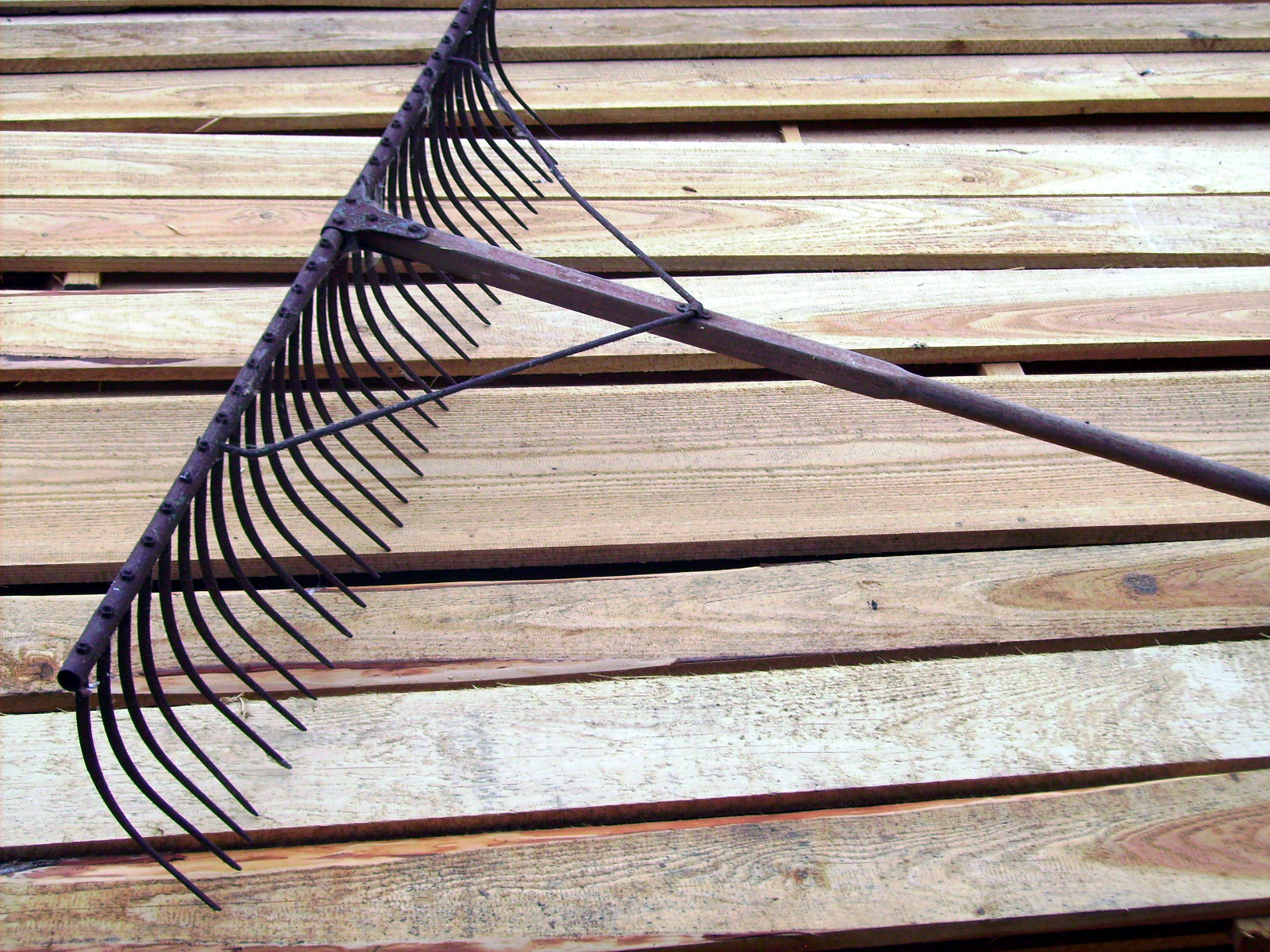
Ein Ährenrechen

Ährenrechen gibt es als Handwerkzeug sowie als Zusatzgerät für leistungsstarke Maschinen für die Großraumwirtschaft (Mähdrescher). Früher wurde ein Ährenrechen benutzt, um nach der Ernte liegengebliebene Ähren zusammenzurechen und einzubringen. Bei Druschverhältnissen, wo ein großer Anteil abgerissener Ähren in der Reinigung anfällt, kann anstelle des Kurzstrohrechens ein Ährenrechen verwendet werden.

## Bauformen
In den meisten Fällen war es ein Rechen mit besonders eng stehenden Metallzinken. Als Sonderform gab es größere Ausführungen, die von Pferden gezogen wurden.

## Anwendung
Nachdem die Getreidegarben in die Scheune gebracht waren, wurde am darauf folgenden frühen Morgen das Feld mit dem Ährenrechen in jede Richtung über Kreuz bearbeitet. Die Arbeit musste erledigt werden, solange es noch taunass war, um zu verhindern, dass durch die mechanische Beanspruchung Körner ausfallen.

## Sonstiges
Manche Bauern erlaubten Bedürftigen, die auf dem Feld liegengebliebenen Ähren aufzulesen und mitzunehmen. Diese Tradition lebte nach 1945 noch einmal auf, als viele Vertriebene auf dem Land ankamen.